# Рихтерит
Рихтерит (англ. richterite; нім. Richterit m) — мінерал, кальціїсто-натріїстий амфібол ланцюжкової будови.

## Загальний опис
Хімічна формула:
1. За Є. Лазаренком: Na2Ca(Mg, Fe2+,Mn, Fe3+,Al)5[(OH, F)2Si8O22].
2. За «Fleischer's Glossary» (2004): Na2Ca(Mg, Fe)5Si8O22(OH)2.
Склад у % (з родовища Імеріа, острів Мадагаскар): Na2O — 7,42; CaO — 2,73; MgO — 20,6; FeO — 4,7; Fe2O3 — 4,72; Al2O3 — 2,72; SiO2 — 53,72; H2O — 0,85; F — 0,92.
Домішки: K2O, TiO2.
Склад у % (з родовища Квінсі, США): Na2O — 6,16; K2O — 1,1; CaO — 1,28; MgO — 0,1; FeO — 21,43; Fe2O3 — 14,51; Al2O3 — 0,68; SiO2 — 61,79; H2O — 1,4; F — 0,2.
Сингонія моноклінна. Утворює азбестоподібні агрегати.
Густина 2,97—3,45.
Твердість 5—6.
Колір бурий, жовтий, бурувато-червоний; в шліфах безбарвний, світло-жовтий, фіолетовий.
Зустрічається в деяких метаморфізованих вапняках і скарнах. Відомий також серед гідротермальних утворень і в жилах лужних магматичних порід.
Знахідки: родовища Лонґбан, Райсберґ (Швеція), Айрон-Гілл (штат Колорадо), Лейцит-Гіллс (штат Вайомінг) — США; Чікле (Індія), Сауке (М'янма), Західне Кімберлі (Австралія), Мурун (Прибайкалля, РФ).
Назва — за прізвищем німецького хіміка Теодора Ріхтера (J.L.Richter), J.F.A.Braithaupt, 1865. Синоніми — імериніт, ізабеліт.

## Різновиди
Розрізняють:
- рихтерит-азбест (волокнистий азбестоподібний різновид рихтериту),
- рихтерит залізний (різновид рихтериту, який містить 18,44 % Fe2O3. Синоніми — феририхтерит, чикліт — за назвою родовища Чикло, Індія),
- рихтерит каліїстий (різновид рихтериту з Західної Австралії, який містить 5,70 % К2О),
- рихтерит натріїстий (астохіт — блакитний, багатий на Na рихтерит з родовища Лангбан, Швеція).